# Coppa del Mondo maschile di pallavolo 1981
La quarta edizione della Coppa del Mondo di pallavolo maschile si è tenuta in Giappone dal 19 novembre al 28 novembre del 1981.

## Primo turno
| Unione Sovietica | - | Brasile | 3 - 0 |
| Giappone         | - | Italia  | 3 - 0 |
| Polonia          | - | Tunisia | 3 - 0 |
| Cuba             | - | Cina    | 3 - 2 |

Disputatosi a Fukuoka.

## Secondo turno
| Unione Sovietica | - | Cina     | 3 - 0 |
| Brasile          | - | Giappone | 3 - 1 |
| Cuba             | - | Tunisia  | 3 - 0 |
| Polonia          | - | Italia   | 3 - 2 |

Disputatosi a Fukuoka.

## Terzo turno
| Brasile          | - | Italia   | 3 - 2 |
| Cina             | - | Giappone | 3 - 1 |
| Cuba             | - | Polonia  | 3 - 0 |
| Unione Sovietica | - | Tunisia  | 3 - 0 |

Disputatosi a Hiroshima e Matsuyama.

## Quarto turno
| Brasile          | - | Cina    | 3 - 1 |
| Giappone         | - | Tunisia | 3 - 0 |
| Cuba             | - | Italia  | 3 - 1 |
| Unione Sovietica | - | Polonia | 3 - 2 |

Disputatosi a Nagoya.

## Quinto turno
| Unione Sovietica | - | Cuba     | 3 - 0 |
| Polonia          | - | Giappone | 3 - 2 |
| Brasile          | - | Tunisia  | 3 - 1 |
| Cina             | - | Italia   | 3 - 1 |

Disputatosi a Tokyo.

## Sesto turno
| Unione Sovietica | - | Italia   | 3 - 0 |
| Cuba             | - | Giappone | 3 - 2 |
| Cina             | - | Tunisia  | 3 - 0 |
| Brasile          | - | Polonia  | 3 - 0 |

Disputatosi a Tokyo.

## Settimo turno
| Italia           | - | Tunisia  | 3 - 0 |
| Polonia          | - | Cina     | 3 - 0 |
| Cuba             | - | Brasile  | 3 - 1 |
| Unione Sovietica | - | Giappone | 3 - 0 |

Disputatosi a Tokyo.

## Classifica finale
| posiz | squadra          | G | W | P | Sv | Sp | Pts |
| ----- | ---------------- | - | - | - | -- | -- | --- |
| 1     | Unione Sovietica | 7 | 7 | 0 | 21 | 2  | 14  |
| 2     | Cuba             | 7 | 6 | 1 | 18 | 8  | 12  |
| 3     | Brasile          | 7 | 5 | 2 | 16 | 11 | 10  |
| 4     | Polonia          | 7 | 4 | 3 | 14 | 11 | 8   |
| 5     | Cina             | 7 | 3 | 4 | 9  | 13 | 6   |
| 6     | Giappone         | 7 | 2 | 5 | 12 | 15 | 4   |
| 7     | Italia           | 7 | 1 | 6 | 9  | 18 | 2   |
| 8     | Tunisia          | 7 | 0 | 7 | 1  | 21 | 0   |

| Campione Coppa del Mondo 1981 |
| ----------------------------- |
| Unione Sovietica 3º titolo    |